# Triftalp (Saas-Grund)

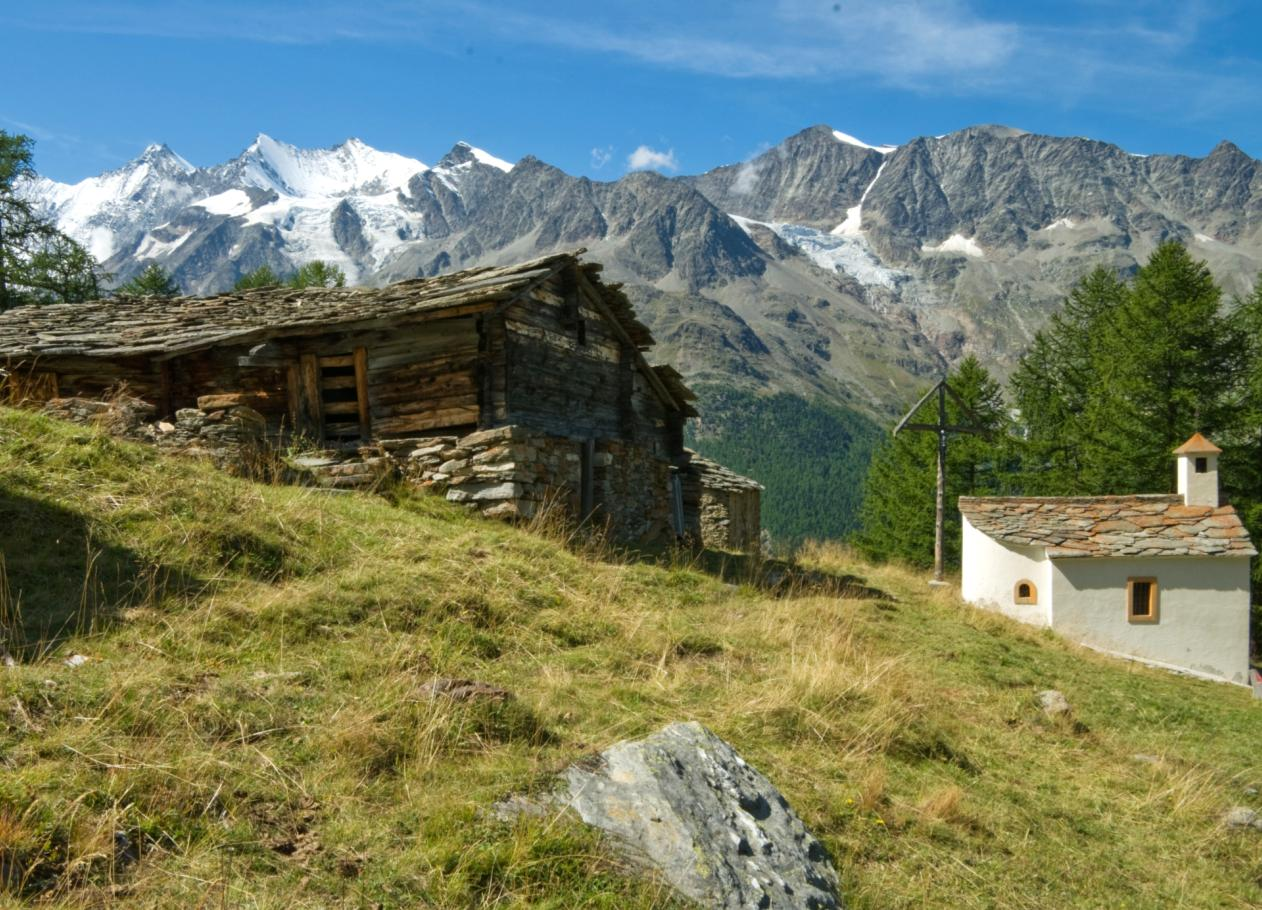
Die Triftalp mit der Mischabelgruppe im Hintergrund.

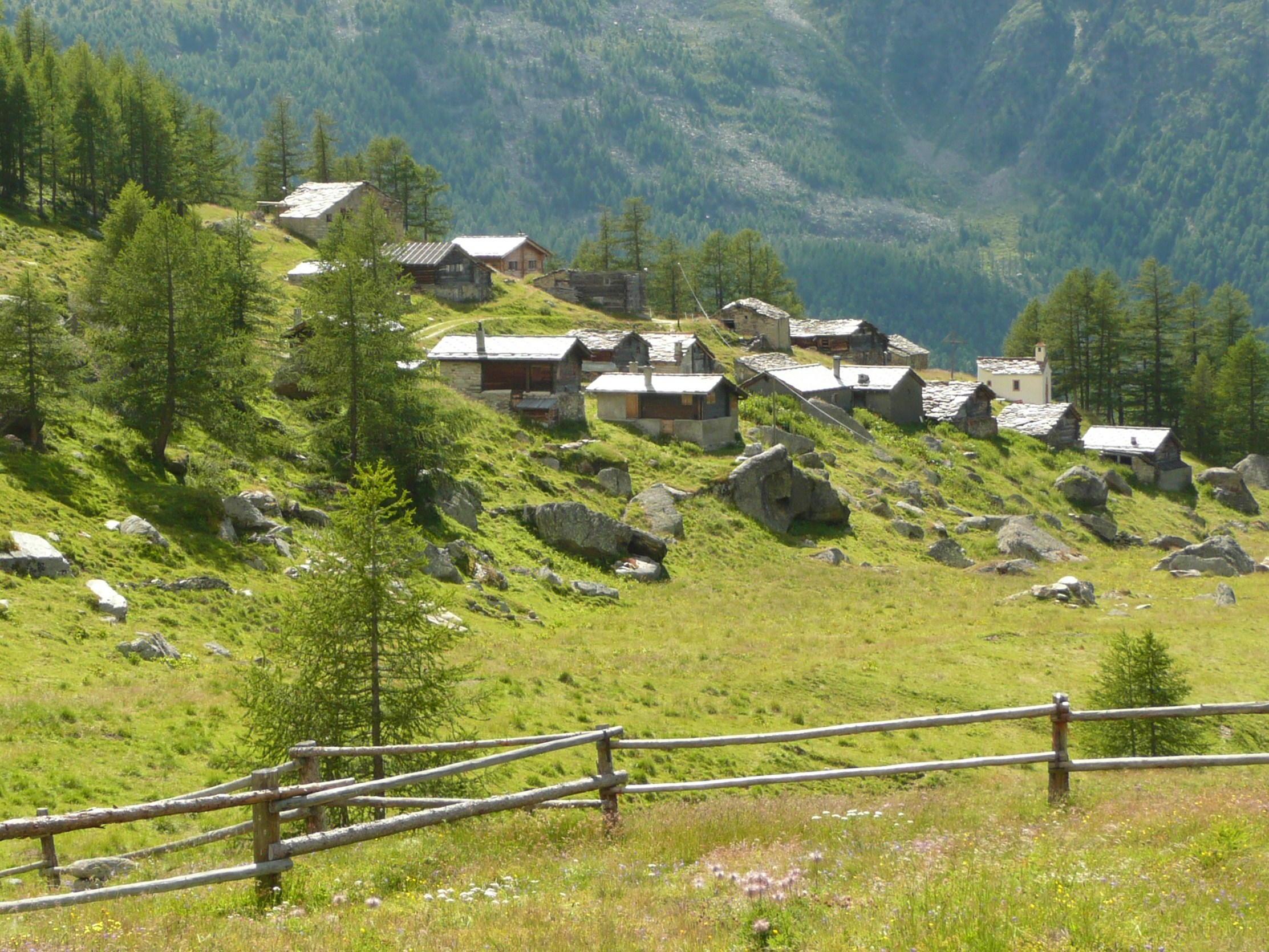
Triftalp

Die Triftalp ist eine Alpsiedlung im Schweizer Kanton Wallis. Sie liegt auf 2090 m ü. M. zwischen Saas-Grund und der Bergstation Kreuzboden.

## Kapelle
Die kleine, dem heiligen Mönchsvater Antonius geweihte Kapelle wurde 1939 erbaut und 1988 restauriert. Seine Statue steht im Zentrum des kleinen Altars. Die Kapelle ist Eigentum der Pfarrei St. Bartholomäus Saas-Grund. Zur Alpbestossung, welche in der Regel immer am ersten Juli-Samstag auf der Alp Trift stattfindet, steht die Kapelle im Mittelpunkt eines unter freiem Himmel stattfindenden Bittgottesdienstes.

## Tourismus
Die Triftalp ist im Sommer ein beliebtes Ausflugsziel und liegt an der Alpenblumen-Promenade. Fünf Minuten unterhalb der Triftalp liegt das Bergrestaurant Triftalp.
Im Winter führt eine Skipiste an der Alp vorbei. In kurzer Distanz zur Alp liegt die nur im Winter bediente Zwischenstation der Gondelbahn auf den Kreuzboden.